# 圣尼古拉

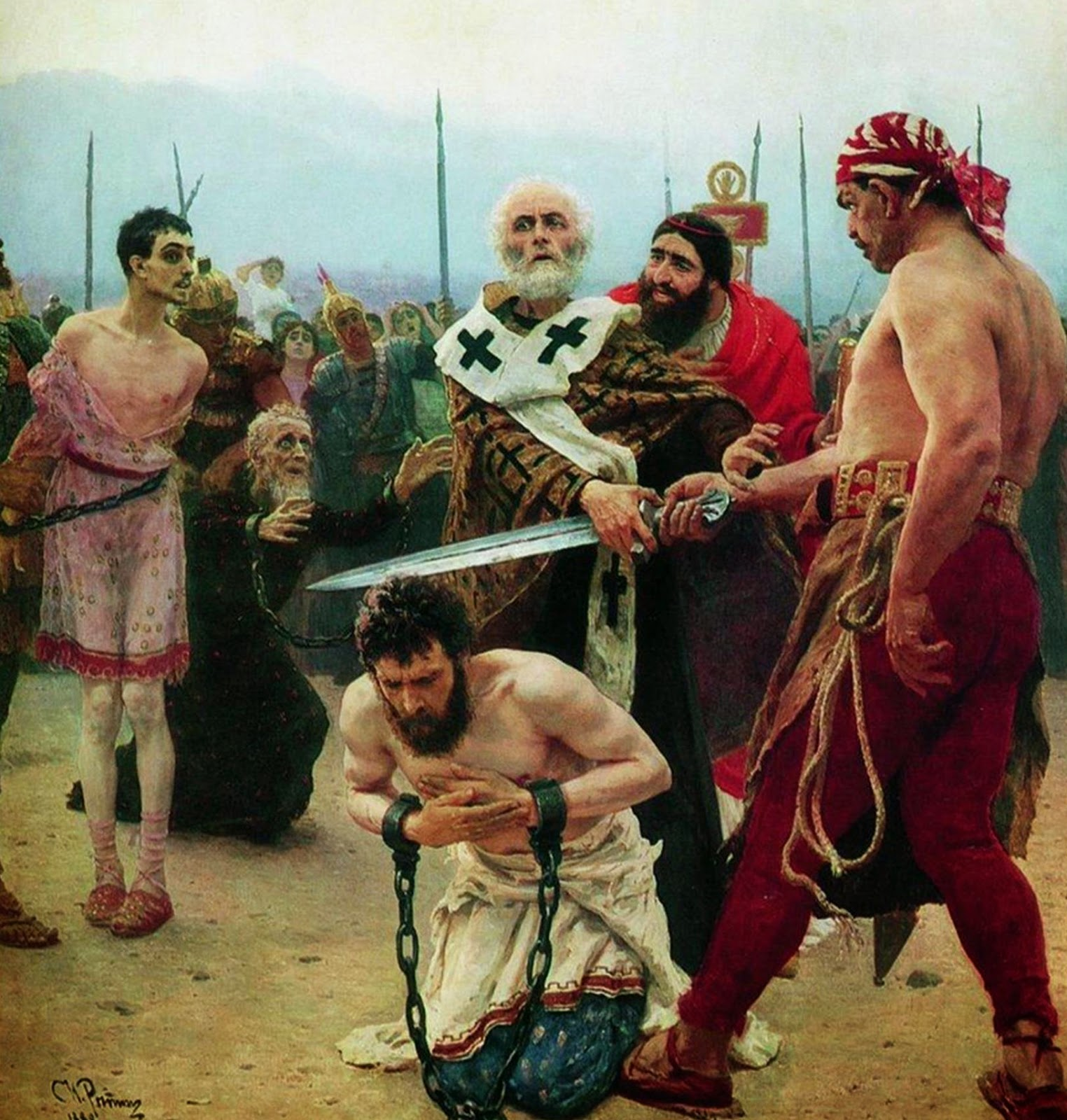
俄国大画家列宾的名画：圣尼古拉拯救三个要被处死的无辜者

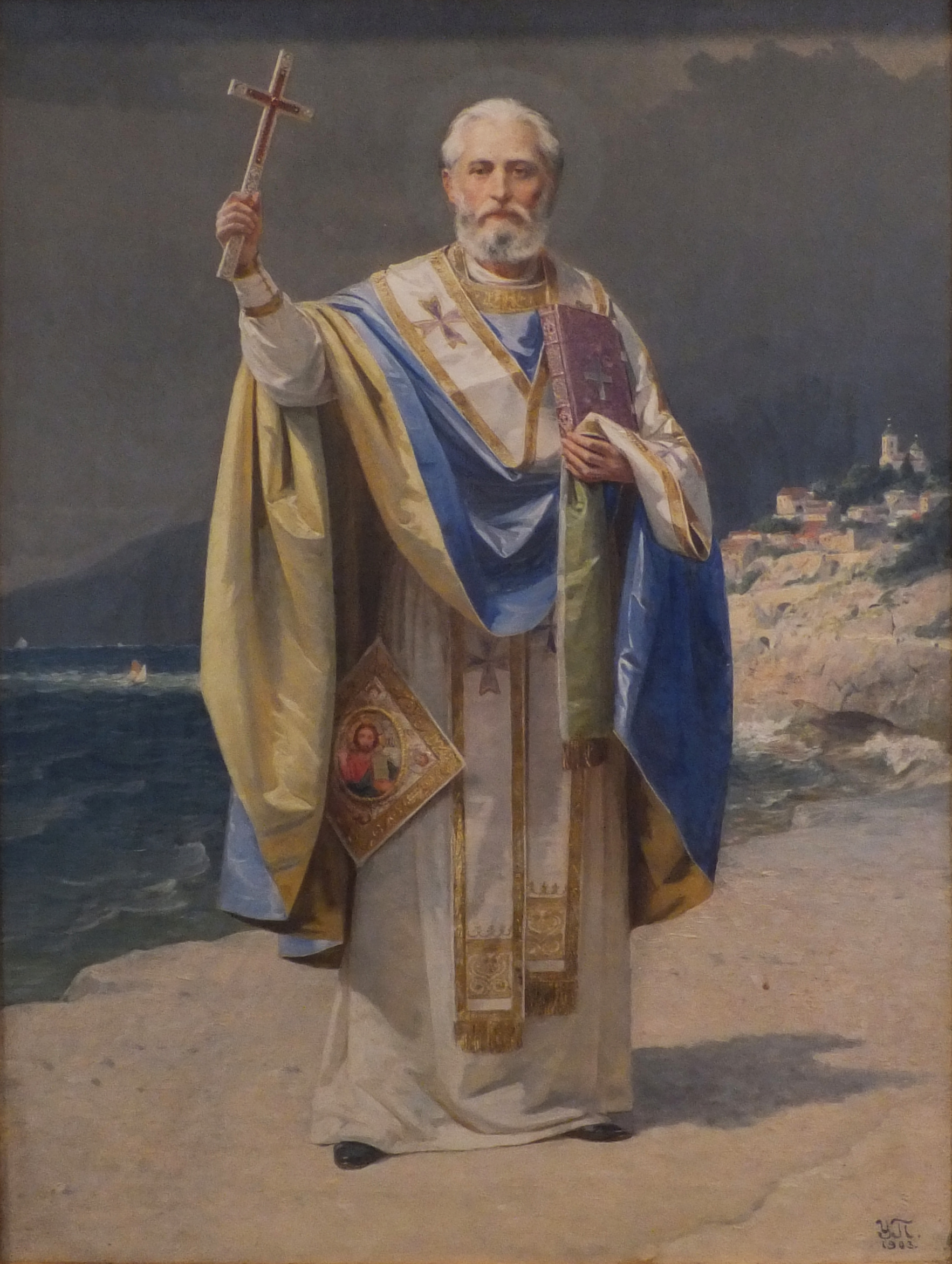
聖尼古拉（1903年）

圣尼古拉（希臘語：Άγιος Νικόλαος，Hágios Nikólaos，约270年－343年），天主教译作圣尼各老或圣尼阁，基督教圣徒，米拉城（今土耳其境内）的主教。他被认为是给人悄悄赠送礼物的圣徒（即圣诞老人的原型，也因此成為典當業的主保聖人）。由于他的遗骨在1087年被迁到意大利城市巴里，所以有时他也被称作“巴里的圣尼古拉”。
圣尼古拉生于吕基亚（罗马帝国设在亚洲的一个行省）的一座希腊殖民城市帕塔拉（位于今土耳其境内Demre）。他从年轻时就全力投身于基督教的宗教活动，后成为米拉城的主教。作为水手的主保圣人，据说他本人曾是一名水手或渔夫。但其他记载则认为他出生于相当富有的家庭，所以更可能是他的家族所拥有的产业包括捕鱼业。
一般认为圣尼古拉的宗教活动始于罗马皇帝戴克里先统治时期。戴克里先是罗马帝国最后一个大规模迫害基督徒的皇帝；在他以后的罗马统治者对基督教的态度发生了巨大转变。圣尼古拉在这一时期的迫害中幸免于难。不久东部皇帝李锡尼上台，他不仅容忍而且优待基督教，于是教会在他统治下迅速发展起来。圣尼古拉在李锡尼在位时期成为米拉主教，据说他毁坏了教区内的许多异教神庙。圣尼古拉也以反对阿里乌派著称。他参加了君士坦丁大帝主持的第一次尼西亚公会议，可能在会议上带头谴责阿里乌。一些传说说他与阿里乌在会上发生肢体冲突。
圣尼古拉被封圣的时间可能相当早。在查士丁尼一世（527年－565年在位）统治东罗马帝国时期，君士坦丁堡就建起了一座以圣尼古拉命名的教堂。
圣尼古拉在世界各地受到纪念。东正教会尤其重视对他的纪念。在东欧国家和比利时，圣尼古拉是水手、商人、弓箭手、儿童和学生的主保圣人。他也是俄罗斯的主保圣人之一，以及巴兰基亚（在哥伦比亚）、巴里、阿姆斯特丹和拜特贾拉（在巴勒斯坦）等城市的主保圣人。
全世界有许多教堂是以圣尼古拉的名字命名的。

## 墓所
過去聖尼古拉的遺體一直被認為埋葬在義大利巴里的一處教堂中，直到2017年10月，一土耳其考古團隊於米拉古城遺址上的聖尼古拉教堂下方發一保存良好的古墓，並估計墓主為聖尼古拉。若推斷屬實，埋葬在義大利巴里的遺體則該為另一名主教，而非聖尼古拉。